# 江东水厂水塔
29°51′35.61″N 121°33′50.19″E / 29.8598917°N 121.5639417°E
江东水厂水塔位于中国浙江省宁波市鄞州区新河路348号。

## 历史
建于1956年，是解放后宁波最先建成的水塔，为江东水厂的净水处理设施，曾用于航空航标，现已废置，为混凝土构筑的柱形水塔，高18.5米，上部为直径7米，高4米的圆柱，可储水250吨，下部为直径5米，高14米的圆柱，设有门可进出，水塔内有3根大小不一的铁质水管，为进水和出水，上、下两部分由高约0.5米的漏斗状相连，水塔外西侧有铁条梯子可上顶部，2010年公布为江东区文物保护单位，2020年8月5日因行政区划调整公布为鄞州区文物保护单位。